# Lobatostoma hanumanthai
Lobatostoma hanumanthai är en plattmaskart som beskrevs av Narasimhulu och Madhavi 1980. Lobatostoma hanumanthai ingår i släktet Lobatostoma och familjen Aspidogastridae. Inga underarter finns listade i Catalogue of Life.